# ديريك لوك (ممثل)
ديريك لوك (بالإنجليزية: Derek Luke)‏ هو ممثل أمريكي، ولد في 24 أبريل 1974 في الولايات المتحدة. من الجوائز التي نالها جائزة الروح المستقلة لأفضل ممثل رئيسي عن عمل أنتون فيشر سنة 2003 وBET Award for Best Actor ‏ عن عمل أنتون فيشر سنة 2003.

## أعمال

### أفلام
- (2002) أنتون فيشر[6]
- (2003) قطع من أبريل[7]
- (2004) أضواء ليلة الجمعة
- (2006) طريق المجد
- (2007) أسود وحملان[8]
- (2008) بالتأكيد، ربما[9]
- (2009) ماديا ذهبت إلى السجن
- (2009) نوتوريوس[10]
- (2011) المنتقم الأول

### مسلسلات
- الأمريكيون[11]
- ثلاثة عشر سببا

## جوائز وترشيحات
جوائز
- جائزة الروح المستقلة لأفضل ممثل رئيسي، عن عمل: أنتون فيشر (2003)
- BET Award for Best Actor [الإنجليزية]‏، عن عمل: أنتون فيشر (2003)

ترشيحات
- جائزة ساتالايت لأفضل ممثل وفيلم [الإنجليزية]‏ (2006)
- جائزة الجمعية الوطنية الأمريكية لإنجازات الملونين لأفضل ممثل سينمائي [الإنجليزية]‏ (2009)
- Black Reel Award for Best Actor [الإنجليزية]‏ (2007)

## وصلات خارجية
- ديريك لوك على موقع IMDb (الإنجليزية)
- ديريك لوك على موقع ألو سيني (الفرنسية)
- ديريك لوك على موقع ميوزك برينز (الإنجليزية)
- ديريك لوك على موقع أول موفي (الإنجليزية)
- ديريك لوك على موقع بوكس أوفيس موجو (الإنجليزية)
- ديريك لوك على موقع قاعدة بيانات الأفلام السويدية (السويدية)
- ديريك لوك على موقع إن إن دي بي (الإنجليزية)
- ديريك لوك على موقع قاعدة بيانات الفيلم (الإنجليزية)
- ديريك لوك على موقع كينوبويسك (الروسية)